# Przybyłów (województwo śląskie)
Przybyłów – wieś w Polsce położona w województwie śląskim, w powiecie częstochowskim, w gminie Kłomnice.
W latach 1975–1998 miejscowość położona była w województwie częstochowskim.
Zobacz też: Przybyłów, Przybyłowo